# Алёшин, Семён Михеевич
Семён Михе́евич Алёшин (9 [22] января 1911 — 12 июля 1942) — советский военный лётчик, участник Польского похода РККА, Советско-финской и Великой Отечественной войн. В годы Великой Отечественной войны — командир звена 44-го отдельного скоростного бомбардировочного авиационного полка Ленинградского фронта. Герой Советского Союза (10.02.1943), капитан.

## Биография
Родился в 1911 году в Тамбовской губернии в семье крестьян. По национальности русский.
До войны работал на заводе «Ростсельмаш». Некоторое время жил в селе Самарском Азовского района Ростовской области.

## Военная служба
Призван в РККА в 1932 году. По окончании Качинской военной авиационной школы пилотов участвовал в Польском походе РККА и Советско-финской войне. В 1940 году вступил в ряды ВКП(б).

## Великая Отечественная война
На фронтах Великой Отечественной войны с 1941 года. 12 июля 1942 года, при выполнении боевого задания в районе железнодорожной станции Лемболово (Ленинградская область) командир звена капитан С. М. Алёшин направил свой горящий самолёт на артиллерийские орудия противника.

Указом Президиума Верховного Совета СССР от 10 февраля 1943 года
за образцовое выполнение боевых заданий Командования на фронте борьбы с немецкими захватчиками и проявленные при этом отвагу и геройство

 капитану Алёшину Семёну Михеевичу присвоено звание Героя Советского Союза (посмертно).
Похоронен в братской могиле близ Лемболово (посёлок при станции) во Всеволожском районе Ленинградской области.

## Награды
- Два ордена Ленина

## Память

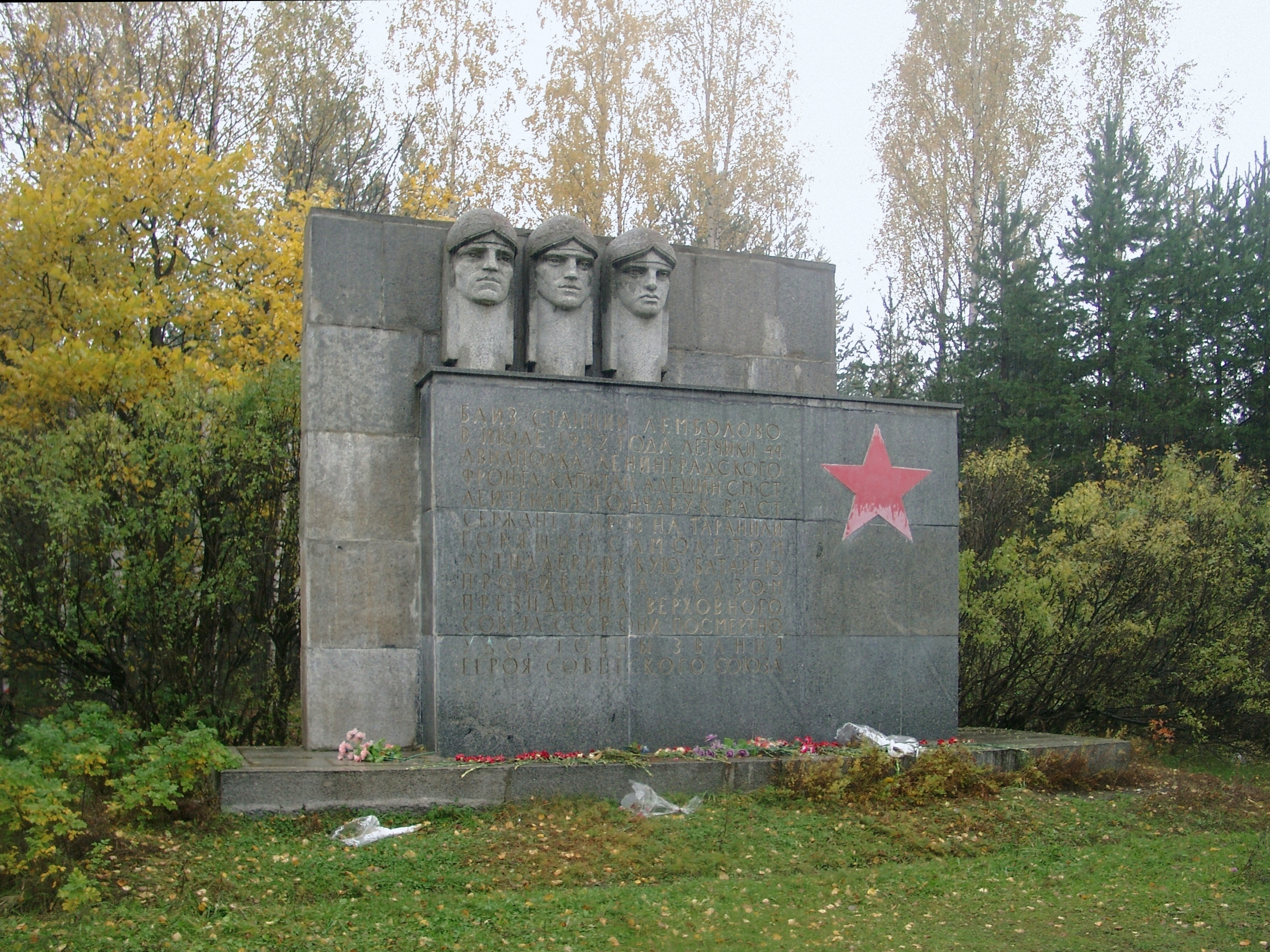
Монумент на месте гибели экипажа

- У станции Лемболово, на месте героической гибели экипажа, в состав которого входили Герои Советского Союза, удостоенные этого звания посмертно (командир звена капитан Алёшин Семён Михеевич, стрелок-бомбардир лейтенант Гончарук Владимир Андреевич и воздушный стрелок-радист старший сержант Бобров Николай Александрович) установлен монумент с мемориальной доской[6].
- Имя Героя Советского Союза С. М. Алёшина носят школа и ПТУ.